# Milner (Geórgia)
Milner é uma cidade localizada no estado americano de Geórgia, no Condado de Lamar.

## Demografia
Segundo o censo americano de 2000, a sua população era de 522 habitantes.
Em 2006, foi estimada uma população de 576, um aumento de 54 (10.3%).

## Geografia
De acordo com o United States Census Bureau tem uma área de 3,6 km², dos quais 3,6 km² cobertos por terra e 0,0 km² cobertos por água.

## Localidades na vizinhança
O diagrama seguinte representa as localidades num raio de 16 km ao redor de Milner.